# Municipio de Chiautla (Estado de México)
El municipio de Chiautla es uno de los 125 municipios del estado de México. Entre su amplia extensión territorial cuenta con 14 núcleos de población.

## Ubicación

Chiautla Edo. Méx.

El municipio se encuentra a una altitud de 2,258 metros sobre el nivel del mar. El municipio de Chiautla se localiza en la porción oriente del Estado de México y colinda la norte con el municipio de Acolman, al sur con el municipio de Texcoco, al oriente con los municipios de Tepetlaoxtoc y Papalotla; y al poniente con los municipios de Chiconcuac, Atenco y Tezoyuca.
Su logotipo es un escudo. La obra más importante de su trienio hasta la fecha ha sido el Centro Deportivo en la cabecera municipal. Es un municipio donde sus diferentes barrios siguen mucho los festejos patronales.

## Toponimia
Chiautla o Chiautlac significa "en las tierras grasosas". Pero para que tuvieran este significado el nombre, debería ser Tlalchiahuac, de tlalli, tierra y chiahuac o chiauac, cosa grasienta. También, anteponiendo el adjetivo, podría decirse, Chiahuatlalla. El nombre de que se trata es Chiautla, del mexicano chiáhuitl, pulgón que roe las viñas; y tla, partícula que expresa abundancia: "donde abunda el pulgón". Toda esta explicación la tomamos del libro Nombres Geográficos Indígenas del Estado de México.
Comúnmente el municipio se conoce como San Andrés Chiautla, sin embargo, hemos de aclarar que San Andrés es la cabecera municipal y que este nombre obedece al Santo Patrón de la parroquia, que es San Andrés, pero oficialmente el municipio solo se denomina Chiautla.

## Localidades
El territorio municipal se compone de catorce localidades, para efectos de su gobierno interno; ocho barrios, de los cuales cuatro conforman la cabecera municipal; cinco pueblos y una colonia de reciente creación.
En el aspecto externo pertenece al VIII Distrito Federal Electoral, al XXIII Distrito Local Electoral y al XXII Distrito Judicial; todos ellos con sede en la ciudad de Texcoco. Las localidades que integran el municipio de Chiautla son Chimalpa, Ocopulco, San Lucas Huitzilhuacán, Tepetitlán y Tlaltecahuacán, con los barrios de Atenguillo, Nonoalco, Ixquitlán, Huitznahuac y Santa Catarina.

## Etimología
Chiautla: "lugar del pulgón".
Ixquitlán: El nombre correcto es Izquiztlan, y significa "junto a las escobas", de "izquiztli", escoba; y "tlan", junto.
Ocopulco o Ocopolco: Expresa "grandor con denuestro", o "En los ocotes grandotes".
Tepetitlán: Proviene de "Tepe-titlan", "lugar situado entre cerros".
Tlaltecahuacan: De "Tlalli", tierra; "teca", cortada o dividida; "hua", dueño; "can", donde. Significa "lugar de los dueños de tierras divididas":
Huitznahuac: Esta palabra viene de "huitz", espiga; y "náhuac", posposición que significa junto: "junto al espinal". Etimológicamente puede ser "junto a las espinas", pero la palabra huitznahuac se emplea para designar a una especie de cactus que hoy llamamos "biznaga" y que la Academia Española deriva del árabe bixnac o del latín pastinaca. Este vocablo se compone de "huitztli", espina, y de "náhuac", alrededor, y significa "rodeado de espinas".
Nonoalco: Se dice que viene de la palabra "Onoalc", que significa "donde se contaron" , que era el nombre de uno de los dioses cuyos templos rodeaban al de Huitzilopochtli.
Amajac: Esta palabra proviene de "Atl", agua; y "Maxac", entre piernas; su significado final es "donde se divide el agua".

## Patrimonio Histórico
Parroquia de San Andrés Apóstol
Edificada en el período de 1570 a 1580. Su estructura es de arquitectura virreinal con una torre campanario. En su fachada blanca cuenta con un vitral del apóstol San Andrés con detalles en cantera. 
Cuasi Parroquia de Santiago Chimalpa
Nombrada así por el arzobispo Juan Manuel Mancilla, debido a que el número de feligreses que asisten a las misas dominicales es reducido, esta parroquia se adorna de vitrales, retablos e imágenes religiosas que datan de casi 200 años.
Templo de Tlaltecahuacan
Construido en el siglo XVII, dedicada en honor al Señor de la Ascensión, en sus manos se observan alacranes en lugar de llagas, los cuales son insectos endémicos de la región. En su interior se pueden apreciar retablos estilo barroco con acabados en hoja de oro y madera, pinturas al óleo policromadas.

## Cultura
Casa de Cultura Chiutla.
Espacio destinado para preservar, transmitir, promover y fomentar las tradiciones propias de la región, a través de la enseñanza y práctica de talleres de las diferentes expresiones culturales.
Bibliotecas
1. Biblioteca Lic. Benito Juárez.
2. Biblioteca Tierra y Libertad.
3. Biblioteca Chimalli.
4. Biblioteca Amoxcalli.

## Reserva Ecológica
Cerro de las Promesas su nombre original es Cerro Azteca, sin embargo, se le conoce así, porque la noche del 12 de mayo de cada año, los habitantes de San Antonio Tepetitlán y pueblos aledaños suben a la cima de este cerro y encienden pequeñas latas con combustible alrededor de letras pintadas con cal que forman la palabra PROMESAS para conmemorarar a la Virgen de Fátima, este espectáculo se puede apreciar a varios kilómetros de distancia, según los pobladores esta tradición data de hace más de 100 años.